# Åvensor
Åvensor (finska: Ahvensaari) är en ö i Finland. Den ligger i kommunen Pargas i den ekonomiska regionen  Åboland och landskapet Egentliga Finland, i den sydvästra delen av landet, 190 km väster om huvudstaden Helsingfors. Arean är 5,0 kvadratkilometer. Ön har förbindelsebåtsbrygga med daglig förbindelse till Nagu Storlandet (m/s Innamo).
Terrängen på Åvensor är mycket platt. Öns högsta punkt är 34 meter över havet. Den sträcker sig 2,6 kilometer i nord-sydlig riktning, och 3,5 kilometer i öst-västlig riktning.
Åvensor har antagligen varit bebodd sedan 1300- eller 1400-talet.

## Demografi och näringar
Liksom på många öar i skärgården har Åvensor drabbats av avfolkning.
Från 1845 verkade en kalkgruva på Åvensor, från 1935 i Pargas Kalks (nuvarande Nordkalk) regi. Vid sidan av fisket, i synnerhet strömmingsfisket, var gruvan en viktig näring, med ett sextiotal arbetare. Under storhetstiden bodde ca 160 personer på Åvensor (som mest 200 röstberättigade), och ön var då centrum för regionen. En skola verkade i arbetarbaracken, tills en byskola byggts 1952.
Gruvan lades ned 1956 och en dramatisk nedgång följde. Byskolan lades ner 1967 och butiken hade då också stängt. Kommersiellt fiske är inte längre lönsamt, utan man fiskar främst till husbehov. Djurhållningen har upphört. Invånarantalet har sjunkit till ett tiotal fast boende och ett tiotal säsongboende, främst äldre, samt sommargäster. Det första barnet på länge föddes 1997, sedan tidigare fanns två skolbarn på ön.